# Pep Cruz
Pep Cruz (Gerona, 1948) es un actor y Director de teatro y televisión catalán.
Después de estudiar en el Instituto Jaume Vicens Vives de Girona, de los 20 a los 25 años trabajó en la empresa Chupa Chups. Tiene formación de ingeniero. Empezó su carrera teatral dirigiendo el TEI Sant Marçal (1971) de Gerona, con el que realizó 33 espectáculos de teatro en 16 años, con Cruz haciendo funciones de actor y director, además de llevar 20 espectáculos de títeres a las Ferias de Gerona (1980-2005). Posteriormente se incorporó a la compañía Dagoll Dagom; en 2008 aún estaba vinculado, aunque Cruz tiene también su propia compañía Per-versions.
Presentó el concurso humorístico de TV3 Muchas gracias. Está casado con la también actriz Anna Rosa Cisquella; uno de sus hijos, Marçal Cruz, intervino en las series Oh Europa! y Oh España! haciendo el papel de hijo de Pep Cruz. En 1987, Pep Cruz recibió el premio Crítica Serra d'Or de Teatre por su aportación global al mundo del teatro.

## Obras

### Teatro
Obras donde ha actuado
- Heisenberg (2021), escrita por Simon Stephens y representada en la Sala Beckett[1]
- Este país no descubierto que no deja volver de sus fronteras a ninguno de sus viajeros (2020)
- Deseo bajo los olmos (2017), Teatre Nacional de Catalunya
- Mar y cielo (2014), musical con la compañía Dagoll Dagom
- La vampira del Raval (2011), de Albert Guinovart y Josep Arias Velasco, dirección de Jaume Villanueva
- Natale in Casa Cupiello (2010) de Eduardo de Filippo, dirección de Oriol Broggi
- Sótano (2008), de Josep Maria Benet i Jornet, dirección de Xavier Albertí
- Antígona (2006), de Sófocles, dirigida por Oriol Broggi
- Salamandra (2005), de benet y Jornet, dirigida por Toni Casares
- El rey Lear (2004) de Shakespeare, de Calixto Bieito
- La perrita (2003), de Jacques Offenbach, musical con la compañía Dagoll Dagom
- Hello, Dolly! (2002), de Michael Stewart y Jerry Herman, musical con dirección de Carlos Plaza
- Las variaciones Goldberg (2001), de George Tabori, dirigida por Àlex Rigola
- El tiempo de Planck (2000), musical de y dirigido por Sergi Belbel
- Comedia negra (1999), de PeterShaffer, dirigida por Tamzin Towsend
- El héroe (1999), de Santiago Rusiñol, dirigida por Ferran Madico
- Florido Pensil (1997), de Andrés Sopeña, dirigida por Fernando Bernués
- Pigmalión (1997), de GB Shaw, dirigida por Joan Lluís Bozzo
- Maror (1996), de Rodolf Sirera, dirección de Joan Lluís Bozzo
- Fugaz (1994), de Benet i Jornet, dirección de Rosa María Sardà
- Otelo (1994), de Shakespeare, dirección de Mario Gas
- La señora Florentina y su amor Homer (1993), de Mercè Rodoreda, dirigida por Mario Gas
- Flor de noche (1992), sobre un texto de Manuel Vázquez Montalbán, musical con la compañía Dagoll Dagom
- Mar y cielo (1988)/ Mar y cielo (1989), de Àngel Guimerà - Xavier Bru de Sala - Albert Guinovart, musical con la compañía Dagoll Dagom
- Infantillajes (1986), de Raymond Cousse, con dirección de Josep Maria Flotats. La traducción de la obra es de Pep cruz
- Cyrano de Bergerac (1985), de Edmond Rostand, dirigida por Josep Maria Flotats

Obras que ha dirigido
- Top Model (2014) de Pep Cruz, en el que también actuó
- Cómica vida (2008) de Joan Lluís Bozzo, en la que también actuó
- (PER) Versions (2002), de Quim Vinyes y Martina Bàs, en las que también actuó
- Colores (1999), de Mariscal
- Surf (1998), de Jordi Galceran
- La buena gente (1997), de Santiago Rusiñol
- Ikebana (1997), de Gabriela Maffei
- Por humor a la copla (1993)
- Los espectáculos de Vol Ras Again, again! (2002) Gagmania (1995), Psssssh!! (1992) e Insólito (1989)
- Dirección del TEI de Sant Marçal, 32 espectáculos de teatro y 20 de títeres:
  - Electra (1971), de Marguerite Yourcenar
  - Nice people (1987), de Sean O'Casey
  - Josafat (1987), de Prudenci Bertrana
  - La sierva padrona (1988), de Pergolesi, ópera
  - Estricta vigilancia, de Jean Genet
  - Las criadas, de Jean Genet
  - El balcón, de Jean Genet
  - Fastos infernales, de Michel de Geldherode
  - Hop siñor, de M. de Geldherode
  - El extraño jinete, de M.de Geldherode
  - Las brujas de Llers y el zapatero de Ordis, de Carles Fages de Climent
  - Los espectáculos de títeres La Caperucita Roja, El reto de la Siseta, Guiñol en las Ferias, L'Empordà, El dragón del lago. ..

### Series de televisión
- Noche y día (2017)
- Gran Norte (2012-2013)
- Ventdelplà (entre 2005 y 2010)[2]
- La memoria de los Caracoles (26 episodios, 1998), serie de Dagoll Dagom
- ¡Oh! España (17 episodios, 1994), serie de Dagoll Dagom
- ¡Oh! Europa (13 episodios, 1993), serie de Dagoll Dagom
- Arnau (1994, en cinco capítulos), dirigida por Lluís Güell
- Tot un senyor (1989, 13 capítulos)

## Cine y telefilmes
- Clara Campoamor, la mujer olvidada (2011), de Elvira Mínguez
- Y Viceré (2007), de Roberto Faenza
- Tuya siempre (2007), de Manuel Lombardero
- Camping (2006), telefilme de Lluís Arcarazo
- Será que nadie es perfecto (2006), de Joaquim Oristrell
- Die Verlorenen (2006), telefilme de Helmut Christian Görlitz y Lluís Güell
- El triunfo (2006), de Mireia Ros
- Vivir de Mentiras (2005), telefilme de Jorge Algora
- La escala de diamantes (2003), telefilme de Jordi Marcos
- La memoria y el perdón (2001), telefilme de Giorgio Capitano
- Cono dos collones (2001), de Manel Martínez
- Adela (2000), de Eduardo Mignogna
- Un amor claro-oscuro (1997), de Jesús Garay
- Gimlet (1995), de José Luis Acosta
- Souvenir (1994), de Rosa Vergés
- El amante bilingüe (1993), de Vicente Aranda Ezquerra, basada en la novela de Juan Marsé
- Lindos y reyes (1993), de Lluís Zayas
- Flor de noche (1993), de Eduard Cortés, adaptación televisiva del musical de Manuel Vázquez Montalbán
- Ni un palmo de limpio (1993), de Raimon Masllorens
- Los madres del sur (1992), de Manuel Esteban
- Restauración (1990), telefilme de Ariel García Valdés basado en la obra de Eduardo Mendoza
- La femme te le pantin (1990), telefilme de Mario Camus
- Si te dicen que caí (1989), de Vicente Aranda, basada en la novela de Juan Marsé
- Mar i cel (1988), adaptación televisiva de Joan Lluís Bozzo y Eduard Cortés del musical homónimo